# Füssen
Füssen je malebné historické město v bavorských Alpách na řece Lech a na rakouských hranicích. Nad městem je středověký hrad s galerií a ve městě jsou zbytky bývalého kláštera St. Mang. V okolí města je řada jezer a u Füssenu začíná tunel směrem do Tyrolska.

## Dějiny
Füssen leží při staré římské cestě Via Claudia Augusta z Itálie do hlavního města Raetie (Augusta Vindelicorum, dnešní Augsburg) a byl osídlen už ve starověku. Roku 748 zde založil mnich a misionář sv. Magnus (St. Mang) poustevnu, kolem níž pak vznikl benediktinský klášter. Ve 13. století byl Füssen město, roku 1295 se zmiňují jeho práva. Město pak připadlo arcibiskupům augsburským, kteří zde v letech 1486–1505 dali vybudovat pozdně gotický hrad. Už v 16. století zde kvetlo houslařství a 1562 vznikl vůbec první cech loutnařů. V letech 1696–1726 byl klášter a kostel barokně přestavěn a rozšířen. V sekularizaci roku 1802 byl klášter zrušen, 1805 připadl Füssen Bavorsku a koncem 19. století dal v blízkosti města král Ludvík II. Bavorský vystavět romantický zámek Neuschwanstein.
Füssen leží vysoko v podhůří Alp u jezera Forggensee, přímo nad městem jsou vysoké hory a místo je oblíbeným cílem turistů.
- Kostel St. Mang má raně středověké základy a románskou kryptu z 9.–11. století, jinak byl počátkem 18. století zcela přestavěn.
- Bývalý klášter je rozsáhlá barokní budova, kde je dnes radnice a městské muzeum.
- Zámek Hohes Schloss z let 1486–1505 je rozsáhlý pozdně středověký hrad, v barokní době zčásti přestavěný, kde je dnes umístěna obrazárna.
- Vodopád a soutěska řeky Lech, která zde vytéká z jezera.

## Politika

### Starostové města
| - 1806–1815: August Schweiger (* 1766; † 1815) - 1815–1821: Adam Frank (* 1766; † 1829) - 1827–1829: Mathias Lecker (* 1786; † 1831) - 1829–1835: Jakob Winterhalter (* 1785; † 1858) - 1835–1841: Josef Bosch (* 1785; † 1855) - 1841–1847: Kaspar Schradler (* 1803; † 1879) - 1847–1853: Josef Bosch (* 1785; † 1855) - 1853–1865: Josef Lecker (* 1818; † 1905) - 1865–1874: Anton Geisenhof (* 1817; † 1900) - 1875–1892: Georg Zächerl (* 1828; † 1893) - 1894–1898: Ludwig Schradler (* 1830; † 1916) - 1898–1899: Johann Albrecht (* 1846; † 1916) - 1900–1912: Georg Wallner (* 1843; † 1916) | - 1912–1915: Jakob Spitzauer (* 1883; † 1969) - 1915–1929: Adolf Moser (* 1881; † 1965) - 1929–1939: Michael Samer (* 1879; † 1957) - 1939–1945: Hans Frank (* 1902; † 1945) - 1945: Eduard Feigel (* 1894; † 1982) - 1945–1948: Robert Erhard (* 1881; † 1952) - 1948–1952: Sigismund Schmidt (* 1902; † 1977) - 1952–1956: Michael Samer (* 1879; † 1957) - 1956–1974: Ernst Enzinger (* 1918; † 1977) - 1974–1990: Otto Wanner (* 1919; † 2004) - 1990–2002: Paul Wengert (* 1952) - 2002–2008: Christian Gangl (* 1962) - Od roku 2008: Paul Iacob (* 1951) |

## Partnerská města
- Bardu, Norsko
- Helen, Georgie, USA
- Numata, Japonsko
- Palestrina, Itálie

## Fotogalerie

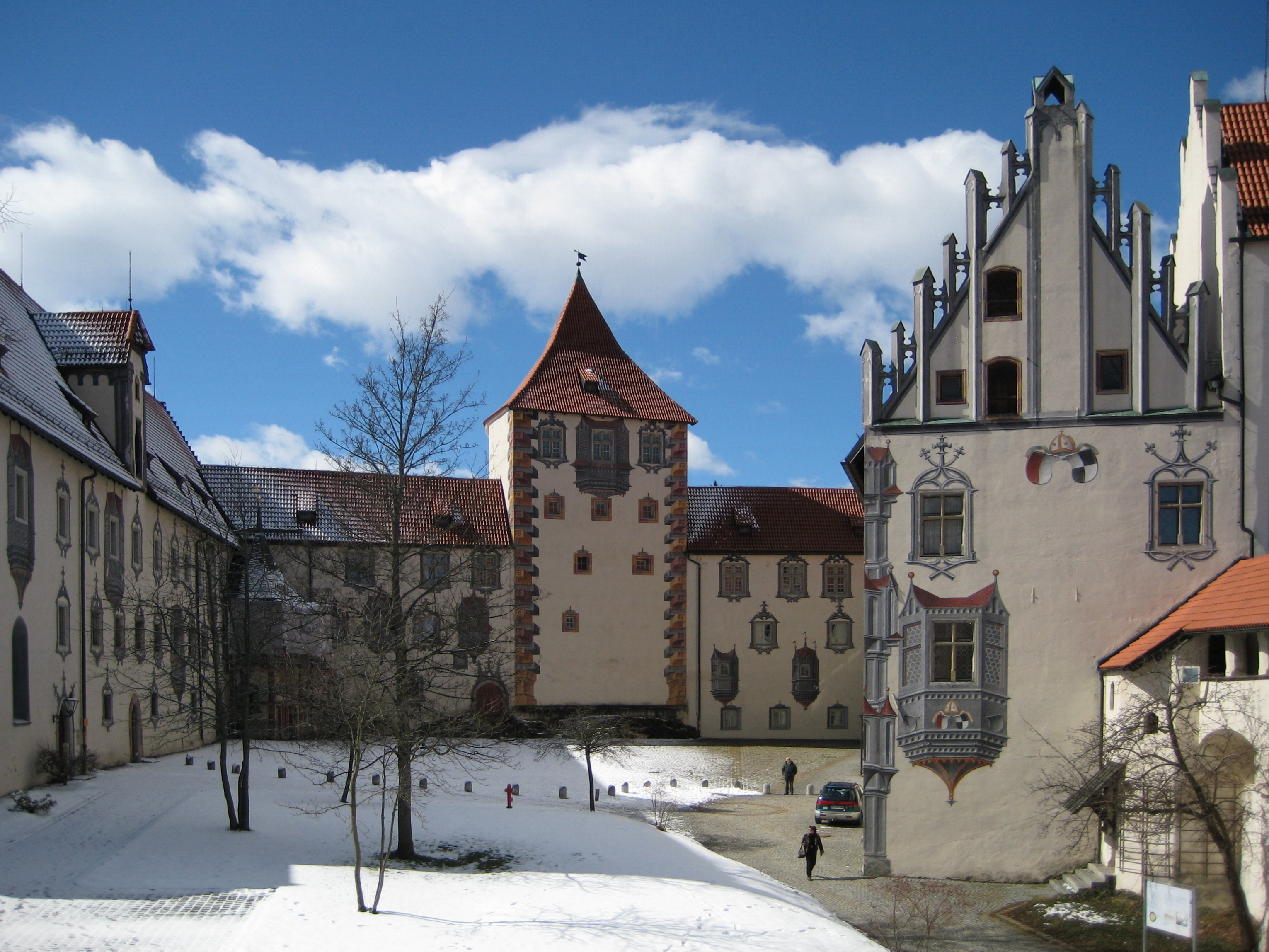
Nádvoří zámku
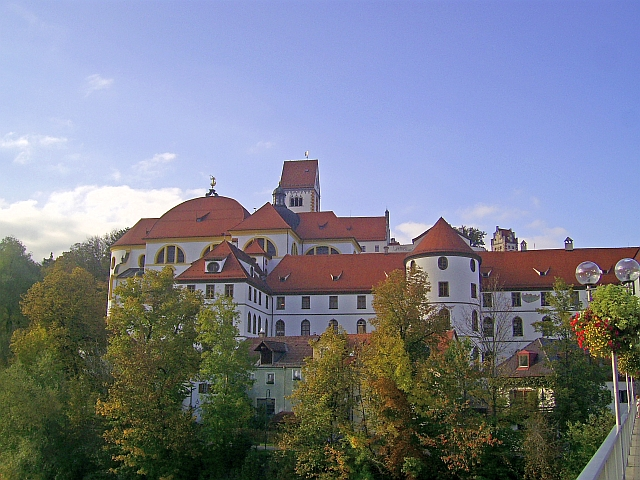
St. Mang, kostel a bývalý klášter
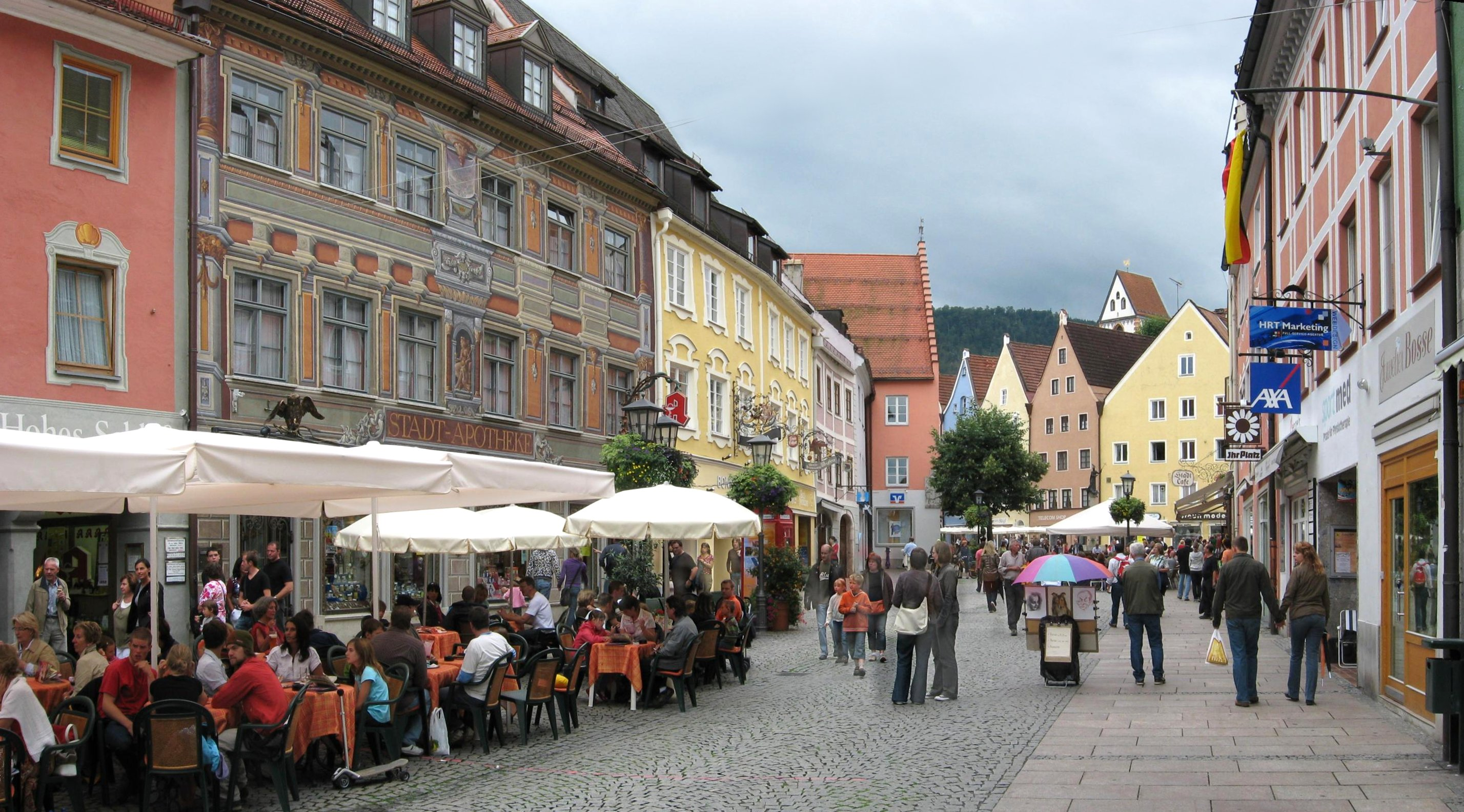
Vnitřní město
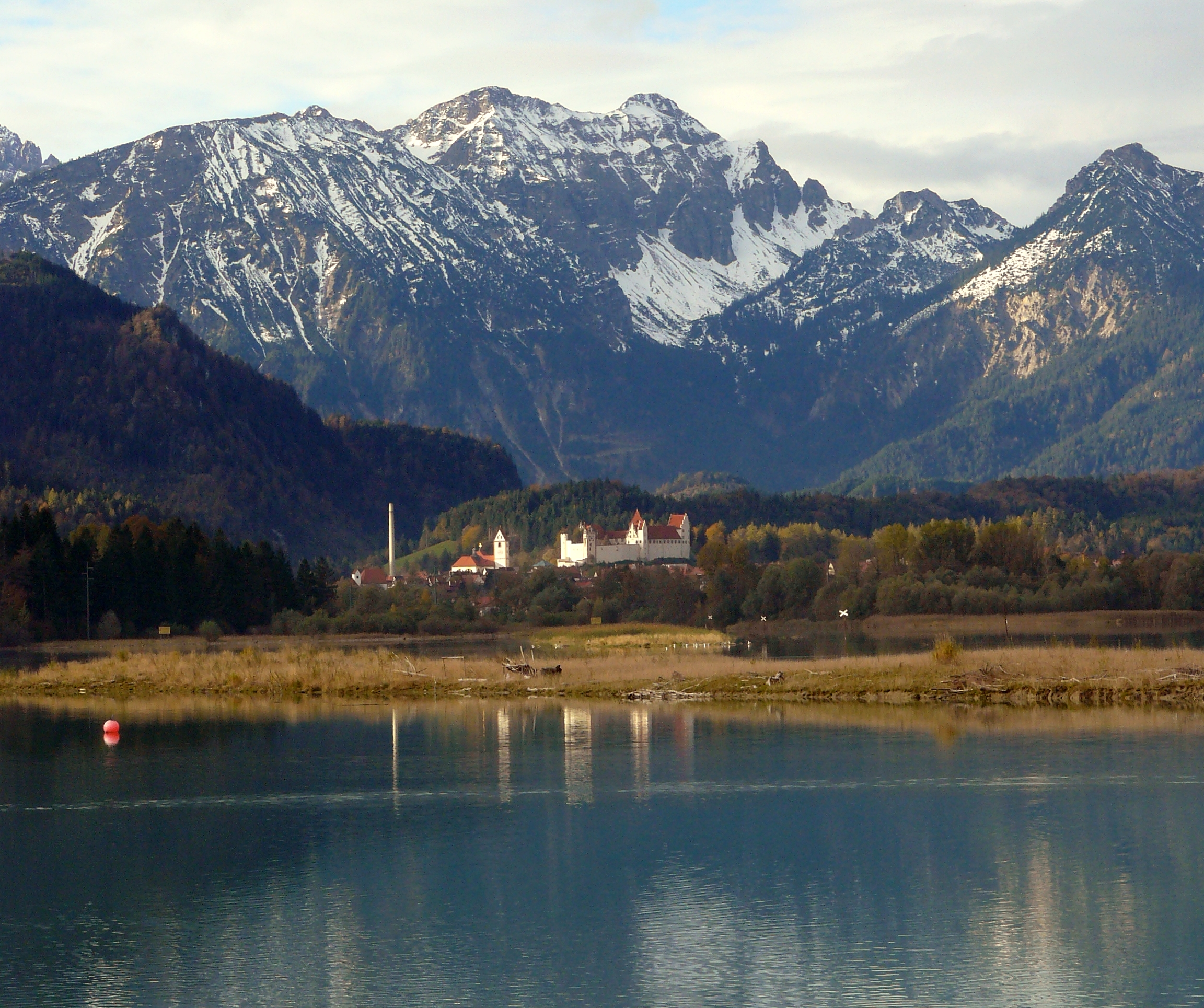
Füssen z jezera Forggensee